# Meridiana Kamen Team/Saison 2015
Dieser Artikel listet Erfolge und Fahrer des Radsportteams Meridiana Kamen in der Saison 2015 auf.

## Erfolge

### Erfolge in der UCI Europe Tour
In den Rennen der Saison 2015 der UCI Europe Tour gelangen die nachstehenden Erfolge.
| Datum    | Rennen                                         | Kat. | Fahrer              |
| -------- | ---------------------------------------------- | ---- | ------------------- |
| 28. Juni | Kroatische Meisterschaft – Straßenrennen (U23) | CN   | Bruno Maltar        |
| 28. Juni | Kroatische Meisterschaft – Straßenrennen       | CN   | Emanuel Kišerlovski |

## Abgänge – Zugänge
| Zugänge                          | Team 2014                   | Abgänge             | Team 2015    |
| -------------------------------- | --------------------------- | ------------------- | ------------ |
| Enea Cambianica                  | Marchiol Emisfero           | Robert Jenko        | Radenska     |
| Simone Campagnaro                | Sicot-Hemus 1896            | Antonio Santoro     | MG.Kvis-Vega |
| Bruno Maltar                     | Adria Mobil                 | Davide Mucelli      | Unbekannt    |
| Filip Cengic                     | Adria Mobil                 | Mariano Giallorenzo | Karriereende |
| Uros Repse                       | Radenska                    | Luka Grubic         | Unbekannt    |
| Cristiano Monguzzi               | Neri Sottoli                | Giuseppe Famoso     | Unbekannt    |
| Giorgilli Gianluca (ab 14. Juli) | Southeast                   | Blaz Furdi          | Unbekannt    |
| Juraj Ugrinić                    | Meridiana Kamen Team (2011) |                     |              |

## Mannschaft
| Name                | Geburtstag        | Nationalität |
| ------------------- | ----------------- | ------------ |
| Enea Cambianica     | 21. November 1989 | Schweiz      |
| Simone Campagnaro   | 31. Mai 1986      | Italien      |
| Filip Cengic        | 18. Januar 1995   | Kroatien     |
| Mateo Franković     | 5. August 1994    | Kroatien     |
| Giorgilli Gianluca  | ???               | Italien      |
| Marko Ivančić       | 24. Dezember 1989 | Kroatien     |
| Emanuel Kišerlovski | 3. August 1984    | Kroatien     |
| Peter Kozlović      | 27. April 1995    | Kroatien     |
| Bruno Maltar        | 6. Oktober 1994   | Kroatien     |
| Cristiano Monguzzi  | 31. August 1985   | Italien      |
| Uros Repse          | 5. August 1993    | Slowenien    |
| Endi Širol          | 20. Juni 1992     | Kroatien     |
| Juraj Ugrinić       | 12. Oktober 1990  | Kroatien     |